# Drahomíra (Šebor)
Drahomíra je velká romantická opera o čtyřech jednáních s baletem českého skladatele  Karla Šebora z roku 1867 na libreto Františka Šíra v úpravě Jindřicha Böhma. Premiéru měla v pražském Prozatímním divadle dne 20. září 1867. 

## Vznik a historie díla
Karel Šebor napsal svou druhou operu Drahomíra bezprostředně po úspěchu své operní prvotiny Templáři na Moravě (premiéra 1865), která mu přinesla také místo druhého (od roku 1866 třetího) kapelníka a sbormistra Prozatímního divadla v Praze. Látkově i stylově navázal na Templáře již opětovnou volbou námětu z dávné české historie a formou divadelně účinné velké opery, více se však projevily vliv italské, zejména v dramatickém soustředění k hlavní postavě, vykreslené jako fanatická pohanka, „kouzelnice podobná Médei“. Hlavní postava patří navíc do oboru dramatické koloratury, který byl v české opeře nezvyklý, a je psána pro vysoký mezzosoprán.
Známou legendární látku z počátku českých dějin, příběh vraždy svatořečeného knížete Václava, upravil Jindřich Böhm (1836-1916) z libreta Františka Šíra, zadaného do soutěže hraběte Jana Harracha o nejlepší českou operu a nejlepší libreto z roku 1861. Jejich pojetí ještě bez nuancí přebírá barokní legendu s jednoznačně negativním zpodobením Drahomíry a českého pohanství, což i soudobá kritika vytýkala. Například Karel Jaromír Erben byl zcel nehistorickým vystupováním kněžny Drahomíry jako čarodějnice v černém hábitu s čarodějnou hůlkou, kterou vyvolává duchy temnot, značně pohoršen. Fabule je značně podobná opeře Drahomíra Františka Škroupa, o dvě dekády starší. Libreto však poskytovalo řadu efektů (příležitosti pro křesťanské i pohanské obřady, sbory, balet, alegorický sen i závěrečný kontrast scén nanebevzetí svatého Václava a propadu Drahomíry do pekel), jasně charakterizované postavy a srozumitelný dramatický děj.
Obecenstvo přijalo Drahomíru velmi příznivě, „bouřlivým potleskem a četným vyvoláváním“ skladatele.
Kritika Šeborovu hudbu přivítala vcelku příznivě, uznávala značný pokrok od Templářů, zejména ve větší hudebně-dramatické jednotnosti opery, jakož i zdařilejší charakterizaci postav, zejména titulní. Nepochybný byl jeho „pokročilý smysl pro efektní uspořádání divadelní“, ale rovněž melodická invence a zejména „čilý a bohatý rytmický život“, v němž byl spatřován Šeborův zvláštní talent. Poukazovalo se však na strukturní jednotvárnost a šablonovitost uzavřených čísel (italizující stretty, unisona) a na obtížnost a nezpěvnost sólových partií. V instrumentaci kritika (např. Jan Ludevít Procházka) Šeborovi přiznávala „značnou obratnost“, avšak sklon k hlučnosti a lomoznosti, a doporučovala její odlehčení. Z hlediska melodie a celé faktury mu byla vytýkána nepůvodnost a závislost na vzorech (Meyerbeer, Wagner, Glinka a zejména Verdi), jakož i nedostatek uměleckého ideálu. Z jednotlivých míst byl vyzdvižen part Slavíny, jak sóla (modlitba), tak její duety s Milínem a Krůvojem, vstupní sbor, kvartet a cappella ve finále 2. dějství a také baletní hudba. Celkově však byla opera považována za příliš dlouhou a kritika radila k důkladným škrtům.
Drahomíra byla po první inscenaci z roku 1867 zařazena opět na hrací plán Prozatímního divadla v roce 1874; celkem dosáhla 20 představení. Od té doby již nebyla nikdy inscenována. Libreto bylo vydáno roku 1867.

## Osoby a první obsazení
| osoba                                                                                             | hlasový obor | premiéra (20.9.1867)  |
| ------------------------------------------------------------------------------------------------- | ------------ | --------------------- |
| Drahomíra, ovdovělá kněžna česká                                                                  | soprán       | Emilie Benevic-Miková |
| Boleslav, její druhý syn, vojvoda boleslavský                                                     | baryton      | Josef Lev             |
| Krůvoj, lech a velmož pohanský, příchylník Drahomířin                                             | bas          | Josef Paleček         |
| Slavína, první z děvic kněžniných                                                                 | soprán       | Emilie Rastelliová    |
| Milín, vůdce ve vojšti vojvody pražského, Václava                                                 | tenor        | Jan Ludevít Lukes     |
| Hněvsa, sluha Boleslava                                                                           | bas          | Vojtěch Šebesta       |
| Týra, sluha Boleslava                                                                             | tenor        | Josef Kysela          |
| Lechové, popové, vojíni, žrecové, starosvat, děvy a družice, pohané, pacholata, křesťané, porobci |              |                       |
| Dirigent: Karel Šebor, režie: František Karel Kolár, choreografie: Marie Hentzová                 |              |                       |

## Děj opery

### 1. dějství
(Svatoháj v rozkošné krajině na Boleslavsku) V posvátném háji poblíž hradu knížete Boleslava, mladšího bratra panujícího knížete Václava, se koná pohanský obřad, který vede Krůvoj, příchylník ovdovělé kněžny-matky Drahomíry (sbor Vděkem duše rozjařených plesá lidu tvého dav). Jeden z pohanů, Týra, předvádí vetřelce: je to křesťanský bojovník a Václavův družiník jménem Milín. Ten vystupuje povýšeně, ale na ochranu před hněvem přítomných pohanů se dovolává svého práva jakožto hosta u knížete Boleslava. Krůvojově dceři Slavíně Milínův hrdinný zjev imponuje a ihned se do něj zamiluje. Rozzuřený dav, který žádá křesťanskou oběť, se jí a jejímu otci podaří společnými silami uklidnit a poukazem na to, že posvátné místo nesmí být poskvrněno krveprolitím (scéna Kdo ruší poklidný ten radovánek? se zpěvem Milína Jsem věrný sluha svého pána, sborem Ha – ten zrádce, svatokrádce, zpěvem Milína Knížete jsem doprovodil ku hostinám, sborem Potupná poslyšte slova a ansámblem Ustaňte již od hněvu, zlosti). Milín děkuje Slavíně za záchranu a vzápětí si oba vyznávají lásku, ač si jsou vědomi překážek (duet Můj strážný anděli! o děvo z roje víl… Dej mi zříti v oko tvé). Oba se vytratí, když svaté místo navštíví osamělá kněžna Drahomíra. Touží po slávě a vládě a přišla se zeptat bohů, co jí stojí v cestě. Dozvídá se, že její přání budou plněna, dokud se proti ní nepostaví vlastní krev. Drahomíra se na základě toho rozhoduje zbavit se svého staršího syna Václava (arioso Již déle nemohu ji nésti, melodram Tvá než vlastní proti tobě a árie Vrženy jsou kostky mé). Vyzývá pohany k podpoře knížete Boleslava.

### 2. dějství
(Velká klenba sloupová na hradě knížecím) Slavína se vzbudila se zlou předtuchou a viděla dva biřice spěchat z komnaty knížete Václava. Přikvapí k ní Milín a utěšuje ji: kdo věří v pravého boha, nemusí se obávat (recitativ Ach, spánek prchá z oka mého! a duet Proč by zbožný bál se duch). Opět se ukryjí, tentokráte aby vyslechli rozhněvaného knížete Boleslava. Ten dal nařídit vraždu svého bratra, ale nyní má pochyby a svaluje zločin na matku. Přichází jeho zbrojnoš Hněvsa a vypráví mu, že útok na Václava se nezdařil: jen na něho s Týrou vztáhli ruku, zazněl hromový varovný hlas a zbraň jim poklesla. Boleslav se dozvídá, že bratr se vydal ke hradní kapli, a běží vykonat svůj původní záměr (scéna Strach a hrůza z uhlů všech). Milín se loučí se Slavínou a spěchá na pomoc svému pánovi (duetino Bratrova kde láska vraždu káže). Po jeho odchodu se Slavína modlí za šíření křesťanství, má však vidění Václavovy smrti (modlitba Slunce boha velikého všecko budiž k živosti a scéna vidění). Drahomíra posílá Slavínu pryč a čeká na Boleslava. Ten se vrací a zpravuje matku o Václavově smrti. Zatímco Drahomíra se raduje, Boleslav cítí vinu a proklíná svůj zločin i svou matku, jež ho naváděla (duet Nuž, pověz, synu… Rozkoš popohání krev mi ku plesání).
Je slyšet půtka, pohanští zbrojenci v čele s Krůvojem a děvice přinášejí kněžně a knížeti zprávu, že Václavovi věrní vedení Milínem se pustili do boje (ansámbl Kopí a meče kruté do seče). Krůvoj chce Milína porazit a potrestat, Slavína doufá v jeho záchranu, Drahomíra věří, že Boleslav v boji setřese vzpomínky na vraždu, a kníže chce po boji ukončit rozkol a napravit svůj zločin (kvartet Zde palmy nechci dobývati… Vítězství a slávu přejte bozi nám).

### 3. dějství
(Velká síň korunní na hradě knížecím) Lid vítá zpět vítězného Boleslava, matka mu podává vavřín a uvádí jej na knížecí přestol (sbor Ať chvála, čest a vítězosláva). Boleslav se pevně ujímá vlády; dává najevo, že bude pokračovat v díle svého bratra a rozšiřovat říši, pro matku však ve vládě nebude mít místo (zpěv Boleslava K vladařskému nastolení). Drahomíra je zaražena. Krůvoj jí radí, aby bohům na usmíření dala lidskou oběť – vězně Milína (scéna Hle, to pyšné počínání: výhost matce dává syn). Slavína se poté snaží otce zadržet a přiznává se mu, že Milína miluje, dostane se jí však jen otcových výčitek. Krůvoj navíc určuje, že oběť musí vykonat právě ona (duet Ach, můj milý otče drahý, zapuď zlobu hněvivou).
(Proměna – Temná prostora lesní) Připravuje se pohanský obětní obřad (tanec kopiníků a sbor Točte se kolem, strání a dolem). Krůvoj přivléká Slavínu, ta však odmítá oběť uskutečnit a místo toho Milína objímá. Na rozkaz Krůvoje a poté i Drahomíry má být tedy obětována i ona. V tom však přichází Boleslav v průvodu vojínů a křesťanů; obrátil se nyní zcela na křesťanskou stranu, obřad ruší a Milína osvobozuje. Drahomíra, Krůvoj a ostatní pohané jsou rozezleni a obě strany se hotoví k rozhodnému boji (Boleslavův recitativ Ustaňte! Nezvratná mi v duši víra se vzňala a tercet se sborem Soud, kde já pronáším nad životem).

### 4. dějství
(Letní krajina blíže Prahy) Poražený Krůvoj přísahá Boleslavovi boj a chce pomoci nastolit Drahomířinu přímou vládu (recitativ Dostáti musím pomstě své co bojovník a árie Svítej, svítek, slunko milé). Přichází svatební průvod (sbor Zazpívejme, zaplesejme, přišel radovánku čas a balet). Kníže Boleslav doufá v mír v Čechách a odevzdává Slavínu za ženu Milínovi (Boleslavův zpěv Bůh pomozi naší píli, tercet Mé požehnání budiž vám a sbor Jeden věčný bože sám!... Hospodine, pomiluj ny). Naposledy se objevuje Drahomíra, odhodlána bojovat o trůn a za zničení křesťanství; před Krůvojovýma očima se však i se svým vozem propadne do země (Drahomířin recitativ a árie Ha! bezpoklidný můj je světem strašný hon… Slyšte, bozi! mé to plémě).

## Nahrávky
Z opery byla dosud nahrána předehra, a to v Československém rozhlase Plzeň roku 1956, Plzeňský rozhlasový orchestr řídí Karel Vašata; a baletní hudba natočení tamtéž roku 1985. Obě nahrávky osud nebyly vydány.